# بكالوريوس الآداب والعلوم
بكالوريوس الآداب والعلوم (B.A.S أو .B.A & Sc أو BA.Sc أو .B.A.Sc أو BASc) هي درجة البكالوريوس التي يمنحها عدد صغير من الجامعات الناطقة باللغة الإنجليزية من دول بما في ذلك الولايات المتحدة، كندا، المملكة المتحدة نيوزيلندا وأستراليا.لا توجد طريقة محددة يتم من خلالها تنظيم برنامج بكالوريوس العلوم بشكل عام، ولكنها تشمل عمومًا الطلاب الذين يأخذون دورات من الفنون الحرة والعلوم، و/ أو يطلبون من الطالب إكمال المتطلبات العامة لدرجة البكالوريوس بالنسبة لتخصصين أكاديميين مختلفين (أو قاصرين أكاديميين) - أحدهما يؤدي عادةً إلى درجة البكالوريوس في الآداب والآخر يؤدي عادةً إلى درجة البكالوريوس في العلوم. في الولايات المتحدة، يُقصد بالدرجة العلمية أن تكون درجة لمدة أربع سنوات، ولكن سيستغرق العديد من الطلاب خمس سنوات لإكمال البرنامج. [بحاجة لمصدر]
من الناحية التقنية، فهي ليست مثالًا على الدرجة المزدوجة، حيث تمنح الجامعات درجة واحدة فقط.